# Corydalis pseudomicrantha
Corydalis pseudomicrantha är en vallmoväxtart som beskrevs av Friedrich Karl Georg Fedde. Corydalis pseudomicrantha ingår i släktet nunneörter, och familjen vallmoväxter. Inga underarter finns listade i Catalogue of Life.